# 室间孔
室间孔（英語：interventricular foramina、foramina of Monro）是连接侧脑室与第三脑室的成对孔道，该结构使得侧脑室内产生的脑脊液能够进入第三脑室，继而扩散至整个脑室系统。室间孔壁内还含有一种特殊的脑脊液生成结构——脉络丛。

## 结构
室间孔是连接左右侧脑室与第三脑室的两个孔道，位于侧脑室中线附近的下侧，并在第三脑室顶与前表面交界处与之相连。其前方为穹窿，后方为丘脑。其形状与脑室大小有关。当脑室较小时，室间孔常呈新月形；当脑室较大时，室间孔会呈椭圆形。

## 功能
室间孔连通侧脑室与第三脑室，使侧脑室内产生的脑脊液得以进入第三脑室，继而到达整个脑室系统。室间孔壁内含能够产生脑脊液的脉络丛，第三脑室的脉络丛通过室间孔延续至侧脑室内。室间孔内还穿行有脉络膜后内侧动脉的终末支、丘脑上静脉、脉络膜静脉和间隔静脉等组织结构。

## 临床意义
先天性感染（尤其是TORCH感染）导致的炎症和瘢痕、基底动脉与脉络丛等结构发育异常、周围组织异常增生（如胶样囊肿、室管膜下巨细胞星形细胞瘤、室管膜下结节和错构瘤等）等因素均可能导致室间孔变窄或阻塞，从而引发梗阻性脑积水。
室间孔阻塞最常见的症状是头痛，其他症状还包括晕厥、痴呆和昏迷，这些症状均与室间孔阻塞引起的单侧或双侧阻塞性脑积水有关。通过脑部CT或MRI扫描可确诊脑积水，治疗需进行神经外科手术，使用内窥镜（即微型摄像头及器械）扩大室间孔或在侧脑室间的透明隔上制造新开口。若阻塞性病灶过大或难以内镜切除，则需进行开放手术或在脑室与腹膜间建立人工引流通道。由于脑内结构精密，此类手术可能导致邻近结构损伤，引发顺行性遗忘、偏瘫、无动性缄默和失连接综合征等并发症。

## 历史
室间孔的英文名（foramina of Monro）以苏格兰医生亚历山大·门罗的姓氏命名。他于1764年在爱丁堡哲学学会的报告中首次描述了脑积水患者的孔口扩大现象，后在其1783年出版的专著Observations on the Structure and Functions of the Nervous System（《神经系统结构与功能观察》）中作了系统阐述。
在该著作中，亚历山大·门罗指出：自医学解剖学家盖伦时代起，学界便已注意到脑室系统彼此连通，这一发现暗示了室间孔的存在。在书中，门罗将室间孔描述为：
......一个位于穹窿前部下方的椭圆形孔道，可容鹅毛笔通过。探针可自此孔轻松进入对侧侧脑室，这证实了两侧侧脑室彼此连通
事实上，亚历山大·门罗最初关于“两侧脑室通过单一孔道相连并继而连接第三脑室”的描述并不准确。并且正如亚历山大·门罗本人所述，过往学者已描述过脑室间的连通结构，因此，室间孔的英文名祖一直存在争议。